# Tesmótetas

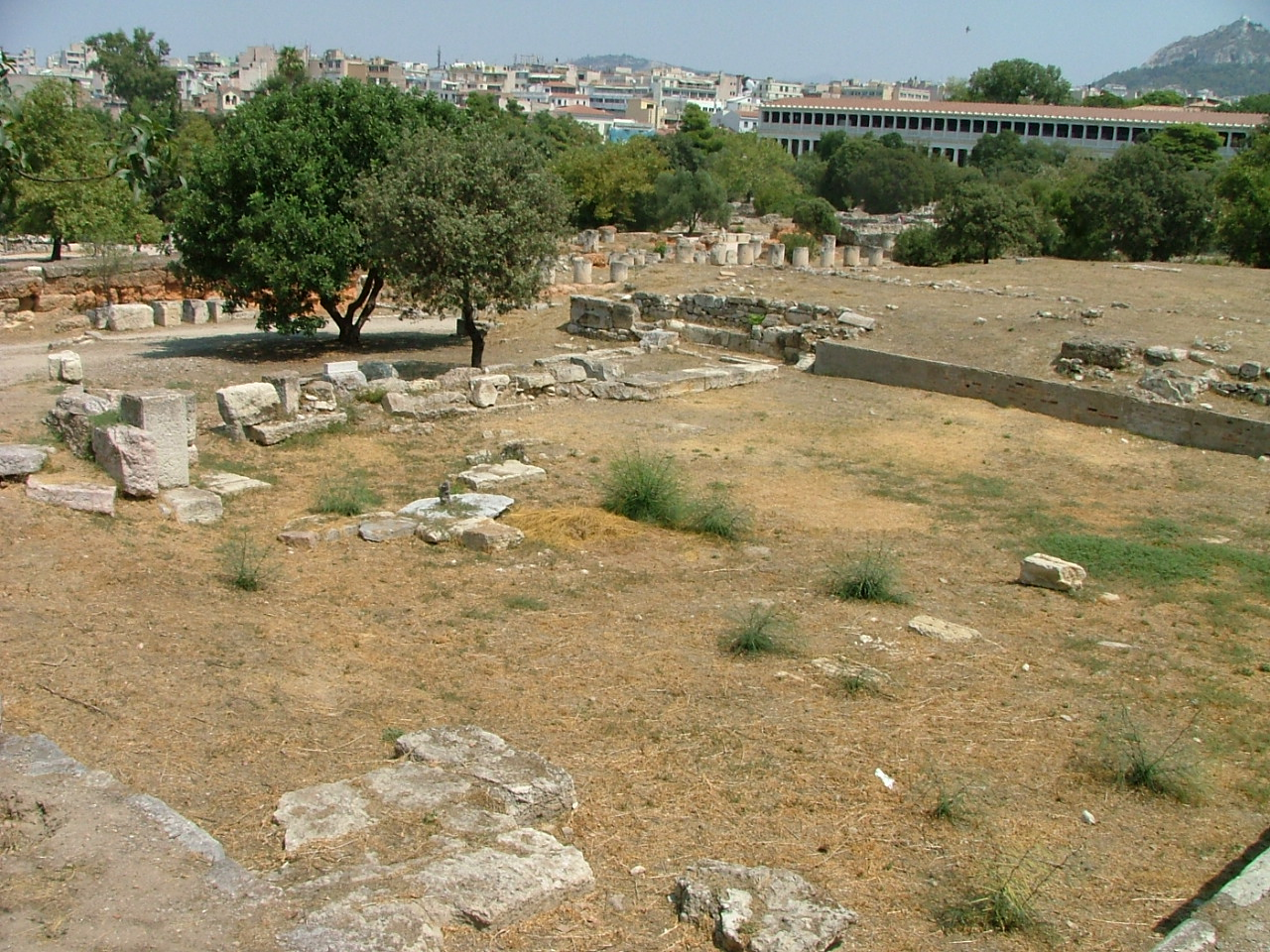
Recinto de las ruinas del tribunal de la Heliea. Estoa de Átalo al fondo. Ágora de Atenas.

Los tesmótetas (plural, en griego antiguo: θεσμοθέται, ‘fundadores de las leyes’; singular θεσμοθέτης) fueron unos magistrados de la Antigua Grecia. En Atenas era una magistratura colegiada de seis miembros. Se reunían en el Tesmoteteo. Su mandato duraba un año.  A partir del siglo V a. C. o IV contaban con la ayuda de su secretario (γραμματεύς, grammateus).
Se ocupaban principalmente de la administración de justicia en una amplia gama de asuntos públicos y privados. El nombre thesmos (θεσμός) es una palabra antigua que significa ‘ley’ o ‘estatuto’. Sin embargo, estos magistrados no creaban nuevas leyes, sino que juzgaban sobre la base de las existentes, cuando las había, e interpretaban la ley.
El colegio de los tesmótetas ejercía sus funciones en el tribunal llamado Heliea.

## Atribuciones judiciales
Las atribuciones judiciales de los tesmótetas de Atenas son descritas por Aristóteles:
- Incoación de las acusaciones de ilegalidad (grafaí paranomoi) y de alta traición (eisangelia)[8] y su presentación ante la Ekklesía (asamblea del pueblo).
- Establecimiento del número de jurados y de los tribunales necesarios.
- Convocatoria y presidencia de tribunales.
- Inscripción de las audiencias preliminares que les remitían los magistrados en el calendario de los tribunales.[9][10]
- Instrucción de las acciones de corrupción cohecho interpuestas a iniciativa de cualquier ciudadano. También las acusaciones de sicofantía, usurpación de ciudadanía, firma falsa en citaciones, inscripciones falsas o indebidas, o de no inscripción.
- Vista de los casos de adulterio.
- Instrucción de las acciones interpuestas contra los jefes y presidentes de los pritanos.
- Presidencia de los juicios sobre la rendición de cuentas de los magistrados y estrategos.
- Instrucción de procesos públicos incoados por la comisión de los interventores (eúthynoi).[11]
- Remisión a los tribunales de las penas dictadas por la Boulé (Consejo de los Quinientos).[12]

Las fuentes antiguas también informan de que denunciaban casos como: violación de la ley sobre la tala de olivos; conspiración para frustrar decisiones judiciales; matrimonio de un extranjero y un ciudadano; y dar como esposa a la hija de otra persona como hija propia. Si una persona condenada al exilio por homicidio era encontrada en el Ática sin que se anulara su condena, los tesmótetas  tenían derecho a ejecutarla sin juicio previo.

## Atribuciones legislativas
También dirigía la reforma de las leyes. Cada año revisaban todas las leyes (διόρθωσις τῶν νόμων, diorthōsis tōn nomōn), e informaban si encontraban alguna ley contradictoria o redundante, o leyes que ya se había decidido abolir pero seguían en los libros. Si se encontraban tales leyes, se colgaban copias de las mismas en el Monumento de los héroes epónimos para que todos pudieran verlas. A continuación, la ekklesía encomendaba la modificación de las leyes a funcionarios especiales nombrados a tal efecto, los nomotetas en determinados tipos de sesiones judiciales presididas por los tesmótetas.

## Otras funciones
Decidían si el día debía ser dedicado a asuntos privados menores, con jurados de 201 ciudadanos, o más importantes con 401 jurados, o a las acciones públicas con al menos 501 jurados. El secretario de los tesmótetas elegía por sorteo al décimo tribunal compuesto por representantes de las diez tribus atenienses. Los otros nueve tribunales los asignaban los nueve arcontes.